# Metacatharsius togoensis
Metacatharsius togoensis är en skalbaggsart som beskrevs av Hermann Julius Kolbe 1893. Metacatharsius togoensis ingår i släktet Metacatharsius och familjen bladhorningar. Inga underarter finns listade i Catalogue of Life.